# Alexandra Martini (Designerin)
Alexandra Martini (* 1972 in Nürnberg) ist eine deutsche Designerin und Professorin für Gestaltung an der Fachhochschule Potsdam. Sie lebt und arbeitet in Berlin und Potsdam. Bekannt wurde sie vor allem durch ihre Interior Design-Projekte und die künstlerisch-fotografischen Sammlungsprojekte „ON TIME“ und „Litter only“.

## Leben und Werk
Alexandra Martini studierte Design an der Universität der Künste Berlin und der Escuela Superior del Diseño Elisava in Barcelona mit dem Abschluss der Diplom-Industriedesignerin. Den Master of Arts erwarb sie an der School of Architecture am Royal College of Art in London. In ihren künstlerisch-gestalterischen Projekten erstellt sie Sammlungen. „Die Fotografie ist [dabei] ein Vehikel des Sammelns.“ In der Arbeit Litter only erfasst sie die Typologie eines alltäglichen Objekts visuell, in der Arbeit ON TIME chronologisch.
Mit Henrike Meyer zusammen gründete sie das Designbüro MARTINI, MEYER und arbeitete in den Bereichen Interiors, Design und Kommunikation. Sie erlangten internationale Bekanntheit durch das Umbauprojekt der Postproduktionsfirma das werk und dem Gestalten von Eingangsbereichen, z. B. für Daimler Chrysler am Potsdamer Platz in Berlin. „Die Entwürfe/Projekte von MARTINI, MEYER kennzeichnet eine konzeptionelle Herangehensweise und unkonventionelle und innovative Lösungen.“
Nach einer Gastprofessur an der Escuela Superior de Diseño (ESDI) in Barcelona für temporäre Architektur war sie ab 2006 Professorin für Grundlagen der Gestaltung an der Hochschule für Bildende Künste Braunschweig (HBK). Seit 2012 lehrt sie als Professorin für interdisziplinäre Gestaltung im Fachbereich Design an der Fachhochschule Potsdam. Sie verfolgt einen studiengangs-übergreifenden Ansatz zu den Themen Raum, Materialität, Wahrnehmung und Methodik und betreut Kooperationsprojekte und studentische Begleitforschung zur nachhaltigen Stadtentwicklung im Masterstudiengang Urbane Zukunft. In ihren Hochschulprojekten praktiziert sie sowohl „künstlerische Forschung“ als auch „Lehrende Forschung“ im Methodenspektrum der Feldforschung.
Parallel leitete sie Workshops im Kulturkreis der deutschen Wirtschaft zum kreativen Prozess. Designpolitisch ist Alexandra Martini u. a. für die UNESCO, das Goethe-Institut und den Berliner Senat aktiv. Ausgehend von der Basis „Inspiration is simply beautiful – and quite useful.“ entwickelte Alexandra Martini die 5D-Methode zur Inspiration. Sie führt durch den kreativen Prozess in drei Phasen: Analyse, Experiment und Realisierung. Fünf Dimensionen (formal-ästhetische Dimension, material-haptische Dimension, produktive Dimension, kulturelle Dimension und Interaktive Dimension) sind dabei Möglichkeitsräume um außergewöhnliche Ergebnisse zu erschaffen.

## Werke
- Inspired by Method – Creative tools for the design process. BIS Publishers, Amsterdam 2020, ISBN 978-90-6369-573-6.
- Alexandra Martini, Michael Prytula (Hrsg.): Resilienz urbaner Quartiere. (= Studentische Forschung Urbane Zukunft. Band 4). Fachhochschule Potsdam. Potsdam 2021, ISBN 978-3-947796-07-6.
- ON TIME. Mit Texten von Hannes Böhringer, Martin Dammann und Florian Ebner. Braun Publishing. Basel 2011, ISBN 978-3-03768-081-0. (de/es/en/fr)
- Making Money with Culture. In: Ares Kalandindes (Hrsg.): Berlin Design. Braun Publishing, Basel 2010, ISBN 978-3-03768-014-8, S. 216–223.
- Litter only - a book about dustins. Koenemann Verlag, Köln 2000, ISBN 3-8290-6083-1.

## Auszeichnungen
- International Design Prize, Spain
- Edward Marshall Prize, UK
- Tate Gallery Stool Competition, UK